# 聖マイケル・聖ジョージ勲章グランド・マスター
聖マイケル・聖ジョージ勲章グランド・マスター（せいマイケル・せいジョージくんしょうグランド・マスター 英語: Grand Masters of the Order of St Michael and St George）は、主権者（Sovereign）たる君主（現在はチャールズ3世）に次ぐ高位であり、現在は第2代ケント公エドワード（エリザベス2世のいとこ）が務める。

## 歴代グランド・マスター
1818年に勲章が創設されて以来、9人のグランド・マスターが存在する。
- 1818年 - 1825年：サー・トマス・メイトランド（英語版）
- 1825年 - 1850年：初代ケンブリッジ公爵
- 1850年 - 1904年：第2代ケンブリッジ公爵
- 1904年 - 1910年：ジョージ王太子
- 1910年 - 1917年：空席
- 1917年 - 1936年：エドワード王太子
- 1936年 - 1957年：初代アスローン伯爵（英語版）
- 1957年 - 1959年：初代ハリファックス伯爵
- 1959年 - 1967年：初代アレグザンダー・オブ・チュニス伯爵
- 1967年 - 現在 第2代ケント公爵